# 51 Andromedae
51 Andromedae (51 And), som är stjärnans Flamsteedbeteckning, eller Nembus, är en ensam stjärna belägen i den norra delen av stjärnbilden Andromeda. Den har en skenbar magnitud på ca 3,57 och är synlig för blotta ögat där ljusföroreningar ej förekommer. Baserat på parallaxmätning inom Hipparcosuppdraget på ca 19,2 mas, beräknas den befinna sig på ett avstånd på ca 169 ljusår (ca 52 parsek) från solen. Stjärnan rör sig bort från solen med en heliocentrisk radiell hastighet av ca 18,4 km/s.

## Nomenklatur
Ptolemaios placerade stjärnan i Almagest, men flyttades till Perseus av Johann Bayer, som benämnde den Ypsilon Persei. Flamsteed flyttade den tillbaka, och Internationella Astronomiska Unionen (IAU) fastställde Flamsteeds 51 Andromedae till dess officiella beteckning 1930.
Stjärnan har namnet Nembus, av obestämt ursprung och betydelse, i Bayers Uranometria (1603) och Bodes stjärnatlas Uranographia (1801). År 2016 organiserade IAU en arbetsgrupp för stjärnnamn (WGSN) med uppgift att katalogisera och standardisera egna namn på stjärnor. WGSN godkände fastställde namnet Nembus för stjärnan den 5 september 2017 vilket nu ingår i listan över IAU-godkända stjärnnamn.

## Egenskaper
51 Andromedae är en röd till orange jättestjärna av spektralklass K0 III CN0.5, där suffixnoteringen anger en svag förstärkning av absorptionslinjerna för cyan i dess spektrum. Den har en massa som är ca 1,8 gånger solens massa, en radie som är ca 21 gånger större än solens och utsänder ca 142 gånger mera energi än solen från dess fotosfär vid en effektiv temperatur på ca 4 950 K.